# Gavoi
Gavoi – miejscowość i gmina we Włoszech, w regionie Sardynia, w prowincji Nuoro. Graniczy z Fonni, Lodine, Mamoiada, Ollolai i Ovodda.
Według danych na rok 2019 gminę zamieszkiwało 2572 osób, 68 os./km².